# Veiga de Seixo
Veiga de Seixo (llamada oficialmente A Veiga do Seixo) es un lugar situado en la parroquia de Castrelo de Cima, del municipio español de Riós, en la provincia de Orense, Galicia.

## Geografía
El lugar y el conjunto del municipio de Riós, posee un marcado clima mediterráneo de montaña y alberga algunas especies de flora: encina (Quercus ilex ssp. rotundifolia), escornacabras (Pistacia terebinthus), Arce de Montpelier (Acer monspessulanum) y fauna: abejaruco (Merops apiaster), golondrina dáurica (Hirundo daurica), carraca (Coracias garrulus), salamanquesa común (Tarentola mauritanica), especialmente raras en Galicia.
El río Mente a su paso por el lugar actúa como frontera natural entre Galicia y Portugal.

## Historia
El lugar fue utilizado tradicionalmente para el comercio ilegal y contrabando, debido a que limita directamente con Portugal a través de un puente que atraviesa el río Mente.

## Demografía
| Gráfica de evolución demográfica de Veiga de Seixo entre 2000 y 2023 |
|                                                                      |
| Datos según el nomenclátor publicado por el INE.                     |

## Festividades
Las fiestas parroquiales se celebran en torno a los días 26 y 27 de julio en honor de Santa Ana,  patrona de la parroquia.
En el pueblo existía un carnaval tradicional con máscaras y trajes típicos ("vellarróns"),  aunque desaparecieron hace varias décadas. Actualmente el municipio de Riós patrocina la recuperación de estas vestimentas en el marco de los carnavales de la comarca de Verín.
Estos trajes de carnaval llevan una careta de cartón duro, donde resalta una afilada nariz con bigote y barba hechos de lana de oveja de color negro; espesas cejas; una blanca dentadura y unas grandes orejas de papel. El traje consta de una camisa de algodón con lazos de once colores y un calzón con flecos coloreados. Y los complementos son una pañoleta blanca, faja, botas, pololos y un palo.
La diferencia principal entre el traje de Castrelo y el de Veiga consistía en que en el primer caso el traje llevaba tiras de tela mientras que en el segundo estas tiras eran de papeles.